# Bubba Sparxxx
Pour les articles homonymes, voir Bubba, Anderson et Mathis.
Bubba Sparxxx, de son vrai nom Warren Anderson Mathis, né le 6 mars 1977 à LaGrange dans l'État de Géorgie, est un rappeur américain.

## Biographie
Mathis est né le 6 mars 1977 et a grandi dans une zone rurale à LaGrange en Géorgie, à 65 miles au sud-ouest d'Atlanta. Son père était conducteur de bus, et sa mère était une caissière de supermarché. Ses plus proches voisins, qui vivaient à un mile de chez lui, lui font connaitre le rap grâce à plusieurs mixtapes reçues depuis New York. La musique de 2 Live Crew l'attire dans le hip-hop ; il commence à écouter du gangsta rap West Coast comme N.W.A et Too Short, et le duo d'Atlanta OutKast. En 2007, il emménage d'Atlanta à Tampa, Floride.
En 1996, il emménage à Athens, en Géorgie, où il fait la rencontre du manager et partenaire Bobby Stamps. Stamps le fait rencontrer plusieurs artistes originaires d'Athens et d'Atlanta pour terminer son premier album. Le premier album de Bubba Sparxxx, Dark Days, Bright Nights, trouve un certain succès en Géorgie, et attire l'attention de Jimmy Iovine du label Interscope Records. Sparxxx signe avec Interscope et commence à collaborer avec les producteurs Timbaland et Organized Noize.
Sparxxx signe un contrat avec Virgin Records en 2004 ; sous Virgin, Sparxxx publie The Charm qui contient les singles Ms. New Booty et Heat It Up.
En 2016, il signe sur le label indépendant Slumerican du rappeur Yelawolf, ou sont aussi signés des artistes comme DJ Paul, Struggle Jennings.

## Discographie
- 2001 : Dark Days, Bright Nights
- 2003 : Deliverance
- 2006 : The Charm
- 2016: The Bubba Mathis EP

## Liens doit préparer son grand retour."The Bubba Mathis" qui doiernes
- (en) Site officiel
- Articles sur le rappeur
- Notices d'autorité :   - VIAF
  - ISNI
  - BnF (données)
  - LCCN
  - GND
  - WorldCat